# Hyponerita pandera
Hyponerita pandera là một loài bướm đêm thuộc phân họ Arctiinae, họ Erebidae.